# Scopula helcita
Scopula helcita là một loài bướm đêm trong họ Geometridae.